# مارسيل سيولاكو
يون مارسيل سيولاكو (من مواليد 28 نوفمبر 1967) هو سياسي روماني يشغل حاليًا منصب رئيس وزراء رومانيا. وهو زعيم الحزب الديمقراطي الاجتماعي (PSD) منذ عام 2019. بصفته سياسيًا غير معروف سابقًا خارج مقاطعة بوزاو، حيث يمتلك متجرًا للحلويات وشركة استشارية، برز سيولاكو على المستوى الوطني عندما أصبح نائبًا لرئيس الوزراء في عام 2018 في حكومة رئيس الوزراء ميهاي تودوسي
بعد الهزيمة الساحقة لزعيمة الحزب الديمقراطي الاجتماعي الجديدة فيوريكا دانسيلا في الانتخابات الرئاسية الرومانية لعام 2019، في 26 نوفمبر 2019، تم تسمية شيولاكو زعيمًا للحزب، مؤقتًا أولاً، حتى تم تأكيده لتولي المنصب من قبل مؤتمر الحزب في العام التالي في 22 أغسطس 2020 بهامش ساحق 1310-91 ضد خصمه. قاد شيولاكو الحزب إلى النصر في الانتخابات التشريعية الرومانية لعام 2020 لكنه لم يتمكن من تشكيل ائتلاف أغلبية في التشريع الجديد. شكلت أحزاب أخرى معارضة للحزب الديمقراطي الاجتماعي ائتلافًا جديدًا في 23 ديسمبر مع الحكومة الجديدة، مما دفع الحزب الديمقراطي الاجتماعي التابع لشيولاكو إلى المعارضة. ومع ذلك، في عام 2021، بعد الأزمة السياسية التي أدت إلى انهيار حكومة سيتو ، تمكن من إعادة الحزب الديمقراطي الاجتماعي إلى الحكومة، وتشكيل حكومة مع منافسه السابق، الحزب الليبرالي الوطني، وبالتالي تشكيل الائتلاف الوطني لرومانيا.